# Ходжин-бэги
Ходжин-бэги, Хочжин-беги, Фуджин-бэги — от кит. 夫人фуджин (в современном произношении - fūrén, фужэнь) — «госпожа»; монг. Хожин бэхи?, ᠬᠣᠵᠢᠨ
ᠪᠡᠬᠢ?, кит. 火臣别吉) — дочь Чингисхана и его старшей жены Бортэ. Согласно Рашид ад-Дину, она была старшей не только среди дочерей Чингиса, но и всех его детей вообще.

## Биография
Единственное упоминание о Ходжин-бэги в «Сокровенном сказании монголов» связано с найманским походом её отца, имевшим место в 1199 или 1202 году. Возвращаясь домой после победы над неприятелем, Чингисхан и его союзник, правитель кереитов Ван-хан столкнулись с одним из уцелевших найманских отрядов; надеясь, что найманы обрушат основной удар на Чингиса, Ван-хан скрылся, однако на следующий день, вопреки ожиданиям кереитского хана, враг стал преследовать его самого. Кереиты вступили с найманами в тяжёлый бой, и в очевидности гибели Ван-хан обратился к Чингисхану за помощью. Откликнувшись на просьбу бывшего союзника, Чингис разбил неприятеля, и за своё спасение Ван-хан завещал монгольскому хану весь улус кереитов. Собираясь скрепить новый союз, Чингисхан предложил женить своего старшего сына Джучи на внучке Ван-хана Чаур-беки, а свою дочь Ходжин-бэги — выдать за внука Ван-хана Тусаху; однако по навету сына Ван-хана Нилха-Сангума, не желавшего родниться с монголами, в предложении Чингису было отказано.
В дальнейшем Ходжин-бэги стала женой Буту-гургэна из племени икирес, брата матери Чингисхана Оэлун. Примечательно, что до женитьбы на Ходжин-бэги Буту был женат на её тете и младшей сестре Чингиса Темулун. От Буту у Ходжин-бэги был сын по имени Дарги-гургэн, за которого Чингисхан посватал одну из своих дочерей Джабун.

## В культуре
Ходжин-бэги — единственная из дочерей Чингисхана, ставшая персонажем романа Исая Калашникова «Жестокий век» (1978).